# 斯特凡诺斯·杜斯科斯
斯特凡诺斯·杜斯科斯（希臘語：Στέφανος Ντούσκος;，1997年3月29日—），希腊男子赛艇运动员。他曾代表希腊参加2016年和2020年夏季奥林匹克运动会赛艇比赛，其中2020年奥运会获得一枚金牌。